# Еврейская музыка
Еврейская музыка — бытовая, светская и религиозная музыка еврейского народа, a также творчество композиторов-евреев, пишущих на основе еврейского музыкального фольклора. Имеет связь с музыкой Израиля.

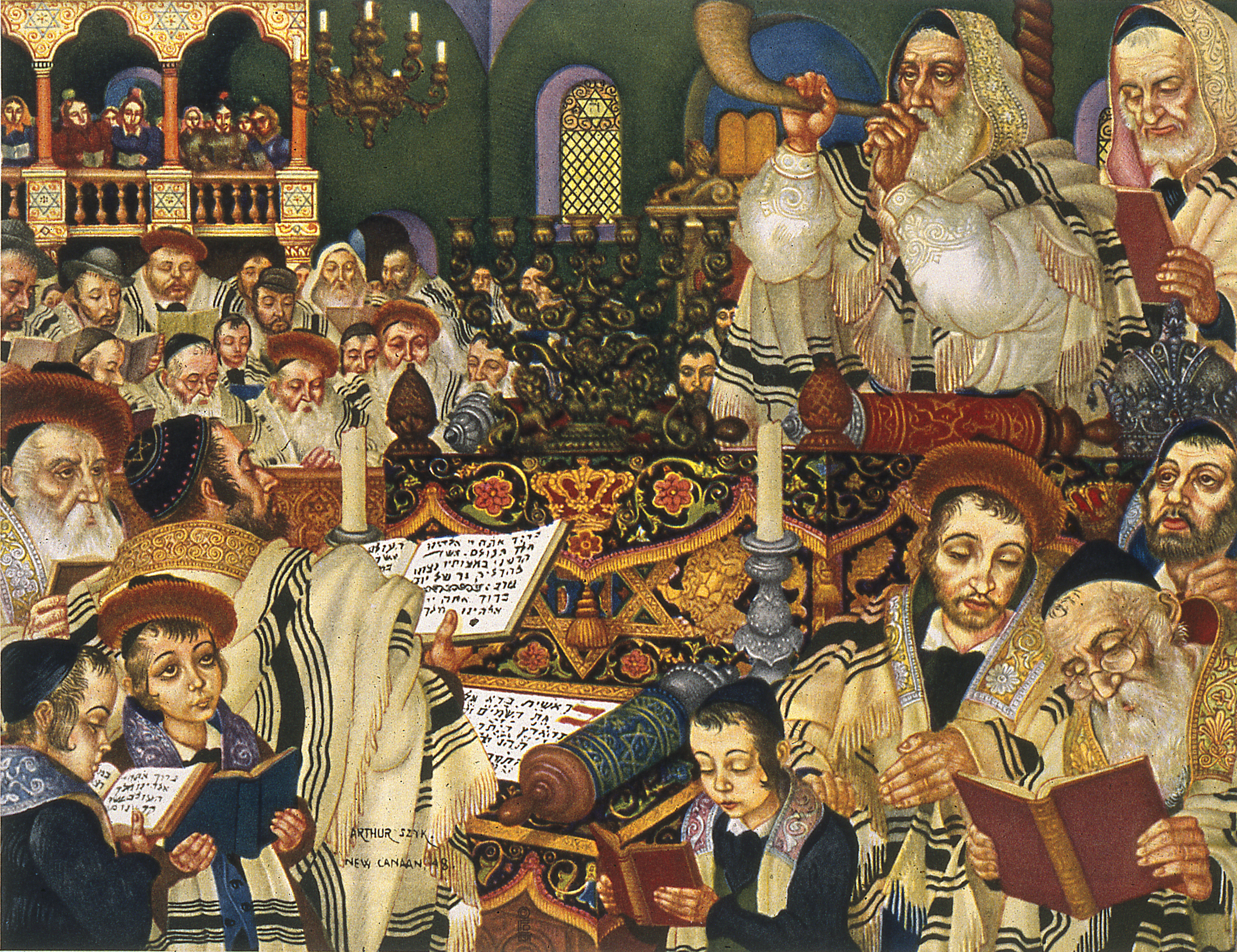
Иллюстрация Артура Шика к Рош ха-Шана из серии «Шесть картин еврейских праздников», 1948

История еврейской музыки начинается с музыкальной культуры Древнего Израиля. Сведения о музыке эпохи Первого храма скудны, однако на основании библейских повествований и археологических данных предполагается, что она составляла важную часть духовной жизни. Традиции, которые сложились в это время, позднее получили развитие. В дальнейшем, в течение веков галута, изгнания с исторической родины, еврейская музыка сохранила ряд особенностей, в том числе стилистику и жанровую систему. В то же время, проживая среди других народов, евреи знакомились с их культурой и нередко заимствовали её элементы. Начиная с XIX века еврейский народ дал много музыкальных деятелей, включая композиторов, исполнителей и учёных, которые внесли большой вклад в мировую музыку. Они творили в рамках художественных традиций своих стран, однако творчество многих из них отразило еврейскую культуру. Музыкальные традиции еврейских общин разных стран мира продолжают своё развитие в богатой музыкальной культуре современного Израиля.
Древнееврейская музыка, прежде всего религиозная, стала одним из источников музыкальной культуры христианских народов.

## История
Музыкальная культура Древнего Израиля восходит к эпохе, которая предшествовала поселению еврейских племен в Земле Израиля. Предполагается близость древнееврейской музыки с финикийской, египетской музыкой и музыкой народов Месопотамии. Однако, при наличии религиозных и бытовых различий между евреями и соседними народами должны были существовать различия и в музыкальной культуре.
Тора и Талмуд включают большое число сюжетов, уделяющих внимание музыке. Текст письменной Торы, множество археологических памятников, включающих керамические изделия, монеты и др., наскальная живопись свидетельствуют, что во времена Древнего Израиля существовали музыкальные инструменты трёх видов: ударные, духовые и струнные. Ударные (мезамрот) включали тимпан (тоф), кимвалы (цилцелим, мецилтаим и, предположительно, шалишим), колокольчики (паамоним, мецилот), трещотки (менаанеим). К числу струнных (негинот) принадлежали невел — арфа, асор — десятиструнный инструмент, миним — лютня. В период эллинизма имелись также катрос, псантрин и сабха, соответствовавшие древнегреческим кифаре, псалтерию и самбике. Торе много раз упоминает киннор, близкий к лире, на котором играли в Иерусалимском храме. На этом же инструменте играл Давид, исцелявший Саула от злого духа. Духовые инструменты (нехилот) включали халил — тип гобоя, машрокит — многоствольная флейта, угав — продольная тростниковая флейта, трубы хацоцра, керен айовел (или карна, изготовлялась из бычьего рога), шофар — из рога дикого козла или барана. Единственным сохранившимся музыкальным инструментом, упоминающимся в Торе, является шофар, также йовел. В древнюю эпоху он применялся в качестве сигнального инструмента, в частности во время войны. Согласно библейскому преданию, звуками шофара были обрушены стены Иерихона, откуда выражение «иерихонская труба». В период Второго храма были установлены три основных сигнала шофара: ткиа — глиссандирующий восходящий ход, как правило, в объёме квинты, с задержкой на верхнем звуке; вариант ткиа гдола предполагал, что верхний звук тянется настолько долго, насколько хватит дыхания; шварим, включавших три коротких отрывистых звука либо три коротких восходящих интервала; труа, который включал девять коротких отрывистых звуков. В современном богослужении в синагоге в шофар трубят на праздники Рош ха-Шана — а также в течение месяца до этого праздника, — и Йом-кипур. Предполагается, что звуки шофара призывают к покаянию и пробуждают трепет перед Всевышним.
Основателями богослужебной музыки в еврейской традиции считаются цари Давид и Соломон. Мишна говорит, что оркестр и хор Иерусалимского храма включали по меньшей мере двенадцать музыкантов каждый, в хор принимались певчие из левитов по достижении ими тридцати лет, которые проходили предварительное пятилетнее обучение. Согласно 1Пар. 23:3—5, из 38 тысяч левитов, которые нёсли службу в Храме, четыре тысячи являлись музыкантами. Хор и оркестр в Храме могли достигать больших размеров. Так, согласно 2Пар. 5:12, на церемонии освящения Храма было 120 жрецов, игравших на духовых инструментах. Не известно свидетельств участия в богослужениях женщин, но в библейскую и талмудическую эпохи они играли большую роль во время похоронных церемоний. Были профессиональные плакальщицы — меконенет. Частью религиозных церемоний Древнего Израиля были танцы. Элементы танца имеются в современном богослужении, в том числе в рамках праздников Суккот и Симхат Тора. Талмуд говорит, что основным предназначением инструментальной музыки является аккомпанемент для певчего, хора либо чтецов: «инструменты для пения» — клей шир, или клей земер.
Наиболее известным жанром еврейской музыки стали псалмы (теилим), — песни (гимны), которые исполняются в сопровождении псалтерия. К началу н. э. сложились три способа исполнения псалмов: сольное, респонсорное и хоровое — без солиста, вероятно, антифонное.
Богослужебная музыка иудаизма в основе является одноголосной. Одни мелодии были простыми, исполнение их сопровождали хлопки в ладоши или аккомпанемент ударных инструментов, другие, напротив, метроритмическая свобода и богатая мелизматика. После разрушения Храма в 70 году н. э. мудрецы в знак траура запретили пение и игру на музыкальных инструментах (Гитин, 7а). Инструментальная музыка Храма была полностью утрачена, псалмодия и молитвенный распев сохранились в синагогах. Синагогальная музыка перешла к только вокальной и оставалась такой на протяжении веков. Ортодоксальные общины сохраняют такую музыку до настоящего времени. В талмудическом компендиуме «Шулхан арух» запрещена игра на музыкальных инструментах в шаббат и праздники, как в синагоге, так и вне её.
Древнейшим стилем публичного чтения Торы является напевная речитация — по памяти. Интонирование и ритмика подчиняются смыслу и структуре священного писания. Масора содержит указания чтецам, включающие знаки огласовки некудот, которые помогают правильно произносить слова, и знаки теамим, или таамей амикра (букв. смыслы), сохраняющие в частности правильное интонирование текста. Эта манера чтения Торы нараспев называется кантилляцией. Кантилляция псалмов получила название псалмодия. В еврейской диаспоре сложились три основных стиля молитвословия: йеменский, являющийся наиболее древним и консервативным, сефардский и ашкеназский. На стиль, который принят в сефардских и в некоторых восточных общинах, включая бухарскую, оказала влияние арабская традиция. Псалмодию распевали по мелодическим моделям макама. Псалмодия ашкеназов испытала влияние европейской культуры XIV—XV веков. Несмотря на существование локальных особенностей, все традиции рассматриваются как варианты одного «звучания», который дан вместе с Торой.
Развитие раввинистической традиции включало формирование новых богослужебных и паралитургических поэтико-музыкальных жанров, в числе которых самыми важными были лирические и хвалебные гимны пиютим, праздничные песни пизмоним — которые исполняют как в синагоге, так и в рамках семейных праздников брит мила, свадьбы, бар-мицвы и др, в осн. в сефардских общинах — и бакашот — в историческом прошлом сефардские общины исполняли в шаббат в зимний период с раннего утра до восхода солнца, в современный период — в любой период времени. Книга бакашот была составлена сирийской еврейской общиной и включает 66 песнопений. Она считается канонической и окончательной, тогда как пизмоним продолжают создавать. К последним близки ашкеназские застольные гимны традиции змирот, исполняемые во время или сразу после каждой из трёх обязательных шаббатних трапез и на исходе шаббата. Гимнов змирот существует около 600. Они входят в ашкеназский сидур (молитвенник). Эти гимны не стилистического единообразия в своих мелодиях. Особые песнопения исполняют в рамках праздников Песах (Хад Гадья, Эхад ми йодеа), Ханука (Маоз цур), Йом киппур (Кол нидрей, Неила), Рош ха-Шана (Авину малкену), Суккот (Хошиа на), Симхат Тора (молитвы, которыми сопровождается акафот, ритуальная процессия, обход синагогального помещения с Торой.
В ранний период раввинистического иудаизма вслух молитвы читал только представитель общины (шалиах цибур). С VIII—IX веков общественные молитвы ведуются также профессиональными певцами хазанами. В европейских странах хазанами становились известные раввины, такие как Мёллин ха-Леви (Махарил) из Майнца, живший в XIV—XV веках. Ашкеназскими хазанами (канторами) был создан импровизационный стиль сольного пения, в основу которого легли ладомелодические модели штайгерс (идиш). «Шулхан аруху» предписывает, что хазан должен в совершенстве знать богослужение, обладать красивым голосом и соответствующей внешностью, включая наличие бороды, быть женатым, иметь безупречное поведение и быть уважаемым членами своей общины.
Реформистское и консервативное направления иудаизма внесли свои изменения в богослужебную музыку. Реформистские синагоги для сопровождения молитв используют орган. Традиционные мелодии реформисты записали в современной нотации с целью исполнения хазаном и общинным хором. В хор современных неортодоксальных синагог могут входить также женщины. В богослужение были включены мелодии протестантского хорала. В XIX веке новые литургические мелодии с немецким текстом были созданы С. Зульцером (Вена), С. Наумбургом (Париж), Л. Левандовским (Берлин), Г. Вайнтраубом (Кёнигсберг), М. Дойчем (Бреслау). На конец XIX — первую половину XX века пришёлся расцвет певческой традиции. Канторы проводили «гастроли» в разных синагогах. Они сравнивались с великими оперными тенорами. К числу крупнейших канторов этого времени относят Г. Сироту, записавшего первую пластинку канторального пения в 1903 году, И. Розенблата, М. Гершмана, З. Квартина. Перечень известных канторов периода после Второй мировой войны, достигших широкого признания в качестве оперных певцов, включает М. Кусевицкого, Л. Гланца, И. Альтера, А. Л. Кардозо, Р. Такера, Я. Пирса и Г. Ядловкера. Исполнители М. Александрович и З. Шульман совмещали службу кантора и концертные выступления. В число наиболее известных канторов конца XX — начала XXI века включают Н. Герштика, И. Гельфгота, М. Штерна, Ш. Барзилая, А. Мизрахи, Д. Фишера. С середины XIX века музыкальное образование хазанов приобрело систематическую форму. В 1859 году в Бреслау была создана первая школа. Школы для обучения хазанов действуют в Израиле и США. Канторское искусство преподаётся в работающей при Московской хоральной синагоге школе еврейского искусства. Хазанов отдельных направлений объединяют Национальные ассоциации. С 1955 года в неортодоксальных синагогах хазанами могут быть также женщины.
Синагогальное хоровое пение получило новое дыхание в эпоху Возрождения и барокко. В 1632 главным раввином Венеции Леоне да Моденой был создан шести-восьмиголосный профессиональный хор. Он вдохновил С. Росси создать новый репертуар. С течением времени хоровое пение получило распространение и стало признанной частью еврейского богослужения. Российские евреи заимствовали синагогальное хоровое пение в конце XIX века. К новейшему времени хор Московской хоральной синагоги стал одним из наиболее известных в мире.
Хасидские представления о музыке восходят к учению Лурианской каббалы, которое рассматривает музыку как часть мира зла. Вернуть её к Божественному началу способен тикун («исправление») — в данном случае исполнение музыки при священных обстоятельствах, в том числе в шаббат либо с использованием священных текстов. Разные иудейские течениях, особенно хасидизм, стали использовать нерелигиозные мелодии в сочетании с религиозными текстами. Считается, что служение Всевышнему должно происходить в радости, повседневная религиозная жизнь хасидов включила танец — рикуд и напев — нигун, который понимается как пение освобождающейся из плена Божественной искры. Ряд нигуним распевают на асемантические слоги (я-ба-бам, дой-дой-дой и др.), поскольку, согласно представлениям приверженцев, лишь не несущие смысла напевы уподобляются чистым душам, тогда как мелодия, сопровождаемая текстом, понимается как душа, соединяющаяся с телом. Имеется ритуальная иерархия нигуним. Высшими их формами являются созданные цадиками. Паралитургическая хасидская музыка в стилевом отношении включает не только произведения консервативной традиции, в нигуним могут входить также гармонические обороты европейской музыки XIX века, нигуним могут представлять собой лирические баллады бардов, имеющие гитарное сопровождение, музыку в стилях диско, рэп и рэгги, с аккомпанементом электромузыкальных инструментов.
Особым направлением еврейской музыки было творчество еврейских народных музыкантов — клезмеров, игравших чаще всего в бродячих ансамблях («капеллах»), состоявших из трёх-пяти исполнителей, игравших на свадьбах, бар-мицвах, балах, гуляньях в связи с праздниками, ярмарках. Ведущим инструментом у них была скрипка, реже какой-то другой, которые в разных сочетаниях дополнялись цимбалами, контрабасом, кларнетом, труба, флейтой, барабаном с тарелками. Клезмерская музыка характеризуется экспрессивной манерой игры, неожиданными ускорениями или замедлениями темпа, внезапными импровизированными вставками в мелодию, благодаря чему повышается эмоциональное воздействие музыки, которая, как и язык идиш, характеризуется в качестве своеобразного музыкального диалекта.
«Клезмерами» назывались музыканты в еврейских общинах Германии и соседних с ней стран уже в XIV—XV веках. В Польше в XVI веке клезмеры не принимались в цехи музыкантов-христиан. В XVII веке клезмеры в Праге образовали собственную гильдию. Их музыка сопровождала торжества за пределами синагоги в дни праздников Симхат-Тора и Пурим, как и шествия переноса нового свитка Торы в синагогу. Клезмеры привлекались к участию в придворных церемониалах, например, в Праге в 1678, 1716, 1741 годах, во Франкфурте-на-Майне в 1716 году и др., что вызывало враждебное отношение со стороны музыкантов-христиан, по причине чего пражским клезмерам ещё в 1651 году пришлось добиваться у властей подтвердить их привилегии, данные им в 1640 году. Пародия музыканта-христианина на еврейский танец 1554 года и нотные записи танцев, мелодий клезмеров, одна из которых была произведена в 1724 году хаззаном Иехудой Элиасом из Ганновера, а другие были опубликованы Э. Х. Кирхханом из Фюрта в сочинении «Симхат ха-нефеш» («Радость души», 1727), а также в составе «Ганноверского компендиума» (1744, на немецком; включает 302 записи) помимо явного влияния музыки барокко присутствуют музыкальные обороты (идиомы), которые были характерны для еврейских напевов. В процессе сближения быта евреев с окружающими западно- и центрально-европейскими народами центр клезмерского творчества переместился к Востоку. Клезмерское искусство дало наиболее яркие образцы на территориях Украины, Польши, Литвы, Галиции, Бессарабии в конце XVIII — первой половине XIV века.
Творчество клезмеров стало одной из ветвей средне- и восточноевропейского еврейского фольклора и является видом светского, в отличие от хасидского, музыкального творчества. Как и другие виды еврейского музыкального искусства, клезмеры испытали влияние фольклора и иногда профессионального искусства соседних народов, таких как немцы, украинцы, поляки, румыны и др. Для клезмеров характерны мелодические обороты румынской народной музыки. Эти соединения создали самобытное искусство. Сформировались жанры в соответствии с разными торжественными событиями.

## Изучение
Еврейскую музыку изучали исследователи из разных стран, в том числе Джованни Баттиста Мартини. Падре Мартини был одним из первых, кто обратился к тематике о музыки Библии в своём трёхтомном труде «История музыки» (1757—1781). Тема исследовалась также Ж. Паризо, Ч. Берни, Ф. О. Гевартом, Куртом Заксом, Г. Дж. Фармером, Э. Веллесом, Эриком Вернером, П. Нетлем и др. Авторами фундаментальные работы в данной области стали Аврахам Цви Идельсон, Моисей Береговский, Эдит Герзон-Киви, Х. Авенари, И. Адлер, Батье Байер и другие израильские учёные.